# World Statues Festival

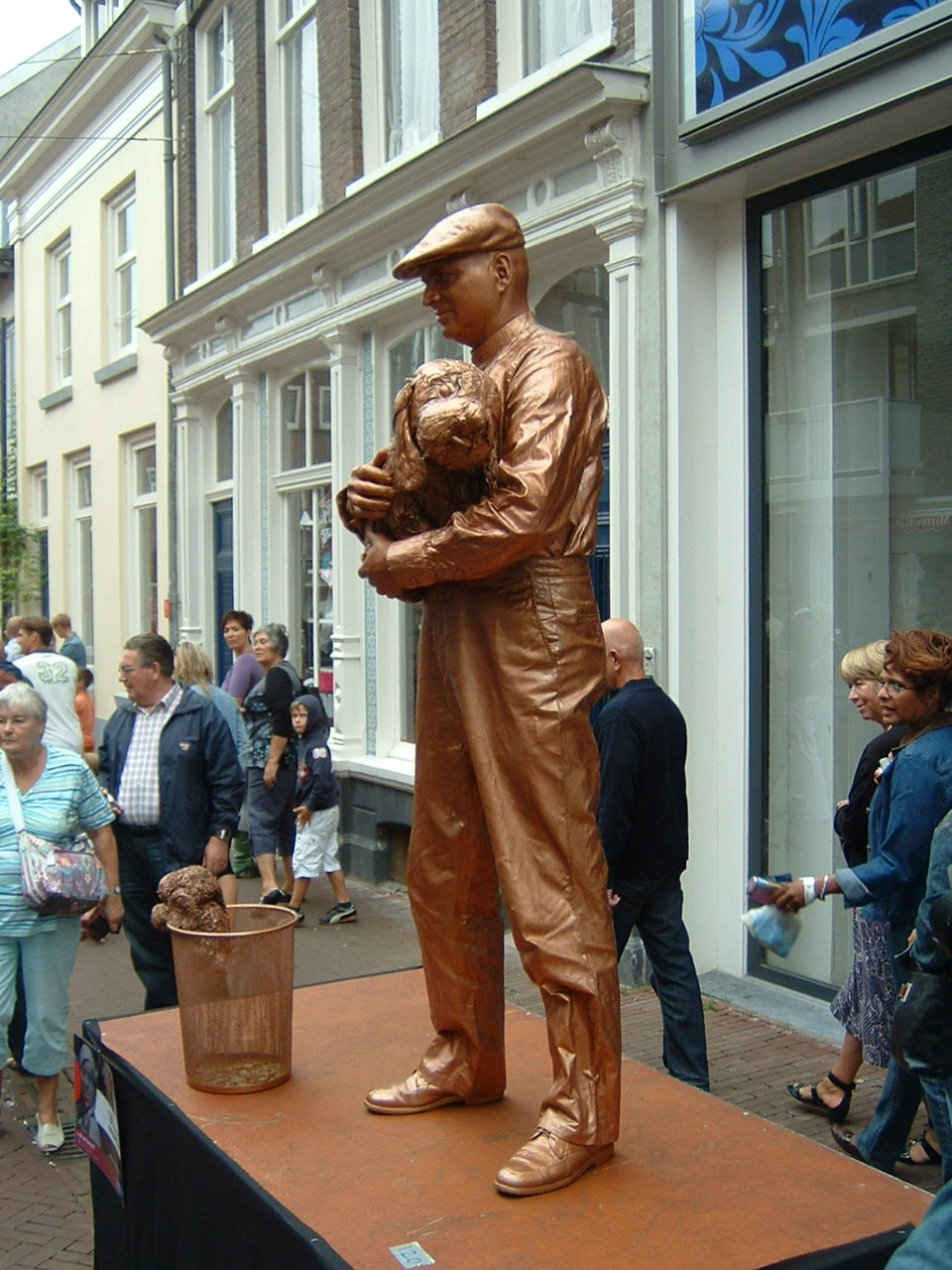
Een optreden in Arnhem in 2009

Het World Statues Festival, eerder bekend als het Rijnfestijn, is een jaarlijks evenement in Arnhem. Hoogtepunt is het kampioenschap voor levende standbeelden.
Sinds 1996 vindt in Arnhem ieder jaar een kampioenschap levende standbeelden plaats. Was het in de beginjaren nog een Nederlands kampioenschap, sinds 2004 is het evenement omgedoopt tot niet-officieel wereldkampioenschap, 'het WK Living Statues'. Tijdens het World Statues Festival, dat doorgaans plaatsvindt in het laatste weekend van augustus, strijden op zaterdag de Kids Statues en op zondag amateurs en professionals uit alle werelddelen om de 1e prijs. World Statues Arnhem is inmiddels uitgegroeid tot het grootste evenement ter wereld op het gebied van de levende standbeelden en trekt jaarlijks ongeveer 200.000 bezoekers.
Vanaf 2017 zal de gemeentelijke subsidie aan het evenement nog slechts maximaal € 50.000 bedragen. De gemeente Arnhem meent dat de organisatie nu na zoveel jaren financiële steun op eigen benen moet kunnen staan of anders nieuwe sponsoren moet gaan zoeken.

## Nederlands kampioen
In de jaren 1999, 2000 en 2001 werd Roy Tukkers drie maal op rij Nederlands Kampioen. In 2002 wint Frans Vogels met zijn creatie 'Snapshot'. Bij de amateurs won de Tilburgse Gwen Talsma met de uitbeelding van een vrolijke huisvrouw in 2006 het nationale kampioenschap. De publieksprijs ging naar de Arnhemse Hermine van der Burgt met Court Circuit. In 2007 werd Afke Westdijk met de act 'Les Etrangers' Nederlands Kampioen, zij won tevens de publieksprijs. Het Nederlands kampioenschap en de publieksprijs van 2008 werden gewonnen door het Arnhemse duo 'Verbeelding' gekleed in de rococo-stijl. In 2009 was Godelieve Huijs de grote winnaar met het behalen van zowel de Nederlandse titel als de wereldtitel met haar act 'Vliegensvlug'. Bij de amateurs ging de Nederlandse titel in 2010 naar beeldengroep Upper Class van toneelgroep Coulisse. Zij wonnen de Publieksprijs, de Juryprijs en de prijs voor de beste inhoud.. Bij de amateurs won David Slob in 2012 met zijn act 'De Reiziger'.

## Internationaal
In 2005 was er voor het eerst een wedstrijd met internationale deelnemers en op 27 augustus 2006 was er het wereldkampioenschap, dat bij de beroepsklasse door de Française Sophie Malraye met haar standbeeld La Piëta werd gewonnen.
De deelnemers kwamen uit Nederland, België, Frankrijk, Italië, Spanje, Engeland, Tsjechië, Slowakije, Oostenrijk, Rusland, Chili, Argentinië, Uruguay, Brazilië, Noord-Amerika, Israël en Japan. Dit wereldkampioenschap is ook in het Guinness Book of Records opgenomen.
In 2008 werd de vierde editie van het World Statues Festival gehouden met 300 levende beelden. Het wereldkampioenschap ging naar A Chi uit Italië.
Op 29 augustus 2010 won in de beroepsklasse de Duitse Professional John Eicke met Candyman. Op 25 september 2011 won in de beroepsklasse de Spanjaard Jaime Jurio met 'Crash'. Bij de amateurs won Kevin Gorczinsky met zijn act 'Waiting for Alice'.
Op 30 september 2012 won in de klasse professionals Helena Reis uit Portugal met 'Becoming', een standbeeld in een rotsblok verzonken. Het festival werd drukker bezocht dan ooit tevoren. Ongeveer 230.000 mensen bezochten het evenement. In de Arnhemse binnenstad streden 137 levende standbeelden om de prijzen.

## Kids Statues
Bij Kids Statues was de titel in 2010 voor Sjiek de Plastiek met Plastic Elastic en in 2011 'De wasknijperneefjes' van Jasper Scheffer en Pelle Evers.

## Film
De Britse documentairemaker Richard Wyllie won in april 2010 tijdens het London Independent Film Festival de prijs voor de beste korte documentaire met zijn inzending "The art of doing nothing". In deze documentaire volgt hij drie levende standbeelden tijdens het Wereldkampioenschap Living Statues te Arnhem.